# Inka Zvachová
Ida Zvachová, též Inka Zvachová nebo Ida Zvachová-Spiegelová (25. února 1886, Týn nad Vltavou – neznámé datum a místo úmrtí), byla česká středoškolská profesorka a překladatelka z angličtiny.

## Život
Narodila se v rodině Aloise Zvacha (1852–??), kontrolora berního úřadu a jeho manželky Gabriely, rozené Girtlerové šl. z Kleebornu (1860–1915). Nejméně do roku 1890, kdy se narodil první syn, žila rodina v Týně nad Vltavou. Od roku 1907 byla policejně hlášena na Královských Vinohradech. Ida Zvachová byla nejstarší ze čtyř dětí.
Jak vyplývá ze školních výročních zpráv, byla ve školním roce 1920/1921 učitelkou na Reálném dívčím gymnáziu Krásnohorská" v Praze II, v letech 1921–1936 byla profesorkou němčiny na Veřejné obchodní škole Ženského výrobního spolku českého v Praze.

### Rodinný život
Před rokem 1924 se provdala, psala pak své příjmení Spieglová–Zvachová či pouze Spieglová. Podrobnější údaje o manželství se prozatím nepodařilo zjistit.

## Překlady
- HEWLETT, Maurice. Klíč k srdci. Moderní revue. 1912, čís. XXV, s. 17-. Dostupné online.
  - vyšlo znovu v roce 1925 v brněnském nakladatelství Arno Sáňka
- LEE, Vernon. Povídky. Překlad Inka Zvachová, Robert Hořan, Anna Červinková–Eiseltová. Praha: Kamilla Neumannová, 1915. 33 s. (Knihy dobrých autorů; sv. 126).

Inka Zvachová přeložila tři z pěti otištěných děl, povídky: Moudrost bez obličeje, Pomerančovník svatého Eudaimona, Svatební skříně.
- HABBERTON John Děti jiných lidí (pravdivé vypravování o tom, jak dáma, jež nejlépe věděla, kterak děti jiných lidí by měly býti vedeny, vychovávala Heleničiny dětičky, zároveň s vylíčením úspěchu, jehož dosáhla; Praha, Alois Hynek, 1921)